# さいたま市立植水中学校
さいたま市立植水中学校（さいたましりつ うえみずちゅうがっこう）は、埼玉県さいたま市西区三条町にある公立中学校。なお、本校は2代目とされており、初代は1947年4月に植水村立植水中学校として現在の植水小学校を間借りする形で開校し、1955年1月に植水村が大宮市に編入合併されたことにより大宮市立植水中学校に改称。1958年3月に生徒数の減少により、後述の三橋中学校に統合される形で廃校となった。

## 沿革
- 1980年（昭和55年） - 大宮市立植水中学校が大宮市三条町345-1に大宮市立三橋中学校より分離開校。校章・校旗制定、運動場・防球ネット完成。当地域に中学校が設置されるのは、初代の廃校から22年ぶりとなった。
- 1981年（昭和56年） - 校歌制定。体育館完成・プール完成。校舎全棟使用開始となった6月16日を開校記念日とする。
- 1982年（昭和57年） - 正門・北門、東・北溝工事。
- 1984年（昭和59年） - 給食配膳室が完成。
- 1985年（昭和60年） - 校庭南側の植樹完成。
- 1988年（昭和63年） - 校庭植樹整備。
- 1989年（平成元年） - 国旗掲揚塔完成。創立10周年記念式典。
- 1991年（平成3年） - 校庭全面改修工事。
- 1996年（平成8年） - 武道館完成。
- 1999年（平成11年） - 創立20周年記念式典。
- 2001年（平成13年） - 浦和市、与野市との合併に伴いさいたま市立植水中学校に改称。
- 2003年（平成15年） - 給食室完成、自校給食開始。

## 交通アクセス
- JR大宮駅西口から西武バス『三条町経由二ツ宮行』、「三条町」バス停で下車し、徒歩5分。